# Гатчес, Лес
Лесли Лайл «Лес» Гатчес, более известный как Лес Гатчес (англ. Lesley Lyle «Les» Gutches; 21 февраля 1973 года, Медфорд, штат Орегон, США) — американский борец вольного и греко-римского стилей, и тренер. По вольной борьбе: чемпион мира, обладатель Кубка мира, чемпион Панамериканских игр, победитель Панамериканского чемпионата.

## Спортивная карьера

### Вольная борьба
- Чемпион мира (1997), бронзовый призёр чемпионата мира (1999).
- Обладатель Кубка мира (1999), серебряный призёр Кубка мира (2000), бронзовый призёр Кубка мира (1998).
- Участник Олимпийских игр 1996 года в Атланте (7-е место).
- Чемпион Панамериканских игр (1999).
- Победитель Панамериканского чемпионата (1993), бронзовый призёр Панамериканского чемпионата (1994).
- Чемпион Игр доброй воли (1998).
- Чемпион США (1996—2000).
- Победитель студенческого NCAA чемпионата США (1995, 1996)[2].
- Бронзовый призёр чемпионата мира среди молодёжи (1993).
- Чемпион США среди молодёжи (1993, 1994).

### Греко-римская борьба
- Чемпион США среди юниоров (1989).
- Серебряный призёр чемпионата мира среди кадетов (1989).
- Чемпион США среди кадетов (1989).

## Тренерская карьера
Ещё в период спортивной карьеры в 1996—1999 годах работал помощником тренера по борьбе в Университете штата Орегон, был тренером-волонтером в 2001 году и снова помощником тренера в 2002—2006 годах.

Также был помощником главного тренера сборной США на Кубке мира 2002 года, где сборная США выиграла командный титул.

## Признание
- В 1997 году был обладателем приза Джона Смита, вручаемого лучшему борцу-вольнику года в США.[4]
- В 2003 году введен в Зал спортивной славы Университета штата Орегон.[5]
- В 2009 году введен в Зал национальной славы борьбы США.[6]
- В 2011 году введен в Зал спортивной славы и музей штата Орегон.[7]
- В 2012 году введен в Зал спортивной славы Медфорда (Орегон).[8]

## Интересные факты
Гатчес стал первым участником соревнований в США, кто выиграл национальные чемпионаты по вольной или греко-римской борьбе в каждой возрастной группе — кадеты, юниоры, молодёжь, студенты, взрослые.

## Видео
- Чемпионат мира 1997, вольная борьба, до 85 кг, финал: Эльдар Асанов (Украина) — Лес Гатчес (США)
- Чемпионат США 2000, вольная борьба, до 85 кг, финал: Лес Гатчес — Кэл Сэндерсон